# Taxis

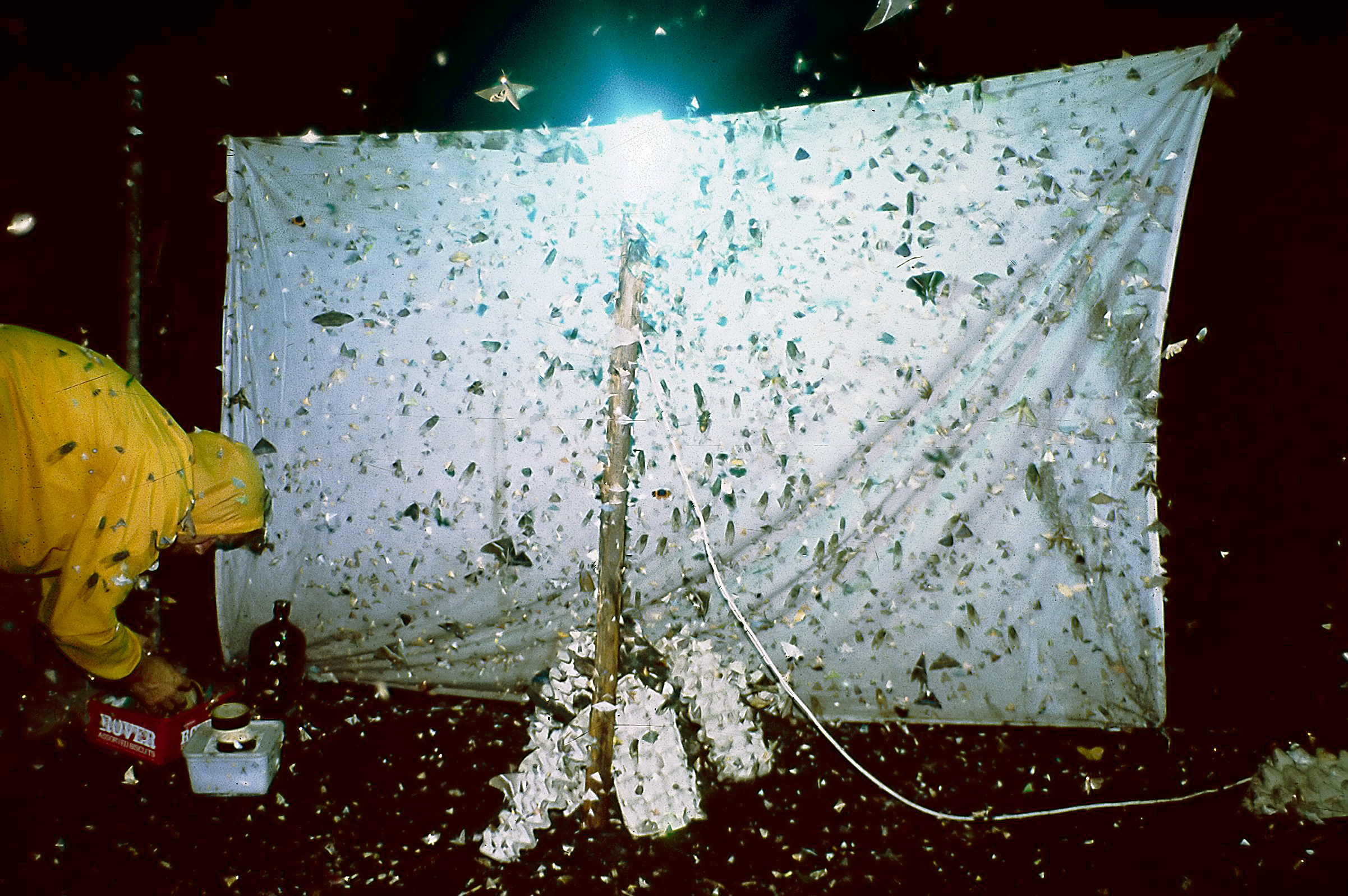
Motten in Taxis

Eine Taxis (altgriechisch τάξις táxis „Ordnung“, „Ausrichtung“) ist eine zielgerichtete Orientierungsreaktion von  Lebewesen, also nach einem Reiz oder einem Umweltfaktor (beispielsweise Temperatur, Konzentration eines Stoffes, Beleuchtungsstärke) ausgerichtet. Taxien treten bei freibeweglichen Mikroorganismen, Tieren und Pflanzen auf.
Mit Taxis wird im Rahmen der Instinkttheorie der klassischen vergleichenden Verhaltensforschung (Ethologie) auch das gerichtete Appetenzverhalten eines Tieres innerhalb eines komplexen Instinktverhaltens bezeichnet. Es wird dieser Theorie zufolge durch Reize wie etwa Geräusche oder Bewegungen ausgelöst, jedoch nur durchgeführt, wenn auch die Handlungsbereitschaft vorhanden ist.

## Arten der Taxis

### Positive und negative Taxis
Man unterscheidet zum Reiz gerichteten Reaktionen (positive Taxis) und vom Reiz weggerichtete Meide- oder Schreckreaktionen (negative Taxis), sowie die gerichtete Bewegung zur Reizquelle hin (Topotaxis) und eine "Schreckreaktion" (Phobotaxis; z. B. die flagellengetriebene Lokomotion mit Taumel- und Laufphasen).
Noch genauere Einteilung:
- Telotaxis: die direkte gerade Ausrichtung vom Sinnesorgan auf den Reiz.
- Menotaxis: die Ausrichtung in einem bestimmten Winkel zum Reiz.
- Tropotaxis: die symmetrische Ausrichtung auf den Reiz, wozu zwei räumlich getrennte Sinnesorgane am Lebewesen erforderlich sind. Die Ausrichtung erfolgt im gleichen Winkel von beiden Sinnesorganen aus.
- Mnemotaxis: die Ausrichtung aufgrund der Erinnerung (z. B. bei der Orientierung nach dem Sonnenstand oder aufgrund chemischer Stoffe).

### Unterscheidung nach Reizen
- Aerotaxis: Orientierung zum Sauerstoff (eine besondere Form von Chemotaxis oder Energietaxis)
- Anemotaxis: Orientierung an der Luftströmung
- Chemotaxis: Orientierung aufgrund von chemischen Reizen
- Energietaxis: Orientierung anhand des intrazellulären Energieniveaus
- Galvanotaxis: Orientierung an elektrischen Feldern
- Gravitaxis (früher Geotaxis): Orientierung an der Schwerkraft
- Hydrotaxis: Orientierung an der Boden- oder Luftfeuchtigkeit
- Klinotaxis: Orientierung durch Vergleich von zeitlich versetzten Informationen von einem Rezeptor/Sinnesorgan
- Magnetotaxis: Orientierung in magnetischen Feldern
- Osmotaxis: Orientierung an einem osmotischen Gradienten
- Phonotaxis: Orientierung aufgrund von akustischen Reizen (inkl. Ultraschall)
- Phototaxis: Orientierung an der Helligkeit und Farbe des Lichts (inkl. Infrarot- und UV-Strahlung)
- Polarotaxis: Orientierung an der Polarisation des Lichts
- Rheotaxis: Orientierung an der Wasserströmung
- Skototaxis: Orientierung zum Dunkeln hin
- Thermotaxis: Orientierung aufgrund von Wärmereizen
- Thigmotaxis: Orientierung aufgrund von Tastreizen
- Traumatotaxis: Orientierung (von Zellorganellen) zu einer verletzten Zelle hin

## Beispiele
- Hinwendung zum Licht (positive Phototaxis) und gleichzeitig Orientierung an der Schwerkraft (Gravitaxis) bei Euglena viridis, einem photoautotrophen Einzeller
- Orientierung von Bienen und Ameisen am Sonnenstand
- Hinwendung zur Beute aufgrund chemischer Stoffe (Chemotaxis) beim Rückenschwimmer
- Ausrichtung der Körperachse auf die Beute, zum Beispiel bei Kröten
- Phonotaxis der Grillen: Weibchen orientieren sich nach dem Gesang der Männchen
- Thigmotaxis mithilfe der Vibrissen bei Mäusen, Ratten sowie Katzen